# Атишев, Боронбай
Боронба́й Ати́шев (кирг. Боронбай Атышев; 1930 год, село Ата-Мерек — 7 апреля 1984 год, там же) — табаковод, бригадир колхоза «Россия» Наукатского района Ошской области, Киргизская ССР. Герой Социалистического Труда (1966). Депутат Верховного Совета Киргизской ССР.

## Биография
Родился в 1930 году в крестьянской семье в селе Ата-Мерек (ныне — Кара-Сууский район, Ошская область).
С 1946 года — разнорабочий в колхозе «Россия» Наукатского района. В 1956 году возглавил бригаду по выращиванию табака.
В 1965 году бригада Боронбая Атишева собрала в среднем по 33,9 центнеров табака с каждого гектара на участке площадью 29 гектаров. Указом Президиума Верховного Совета СССР от 30 апреля 1966 года удостоен звания Героя Социалистического Труда с вручением ордена Ленина и золотой медали «Серп и Молот».
Избирался депутатом Верховного Совета Киргизской ССР (1867—1971).
После выхода на пенсию проживал в родном селе, где скончался в 1984 году.